# Gortyna flavago
Gortyna flavago là một loài bướm đêm trong họ Noctuidae.

## Hình ảnh

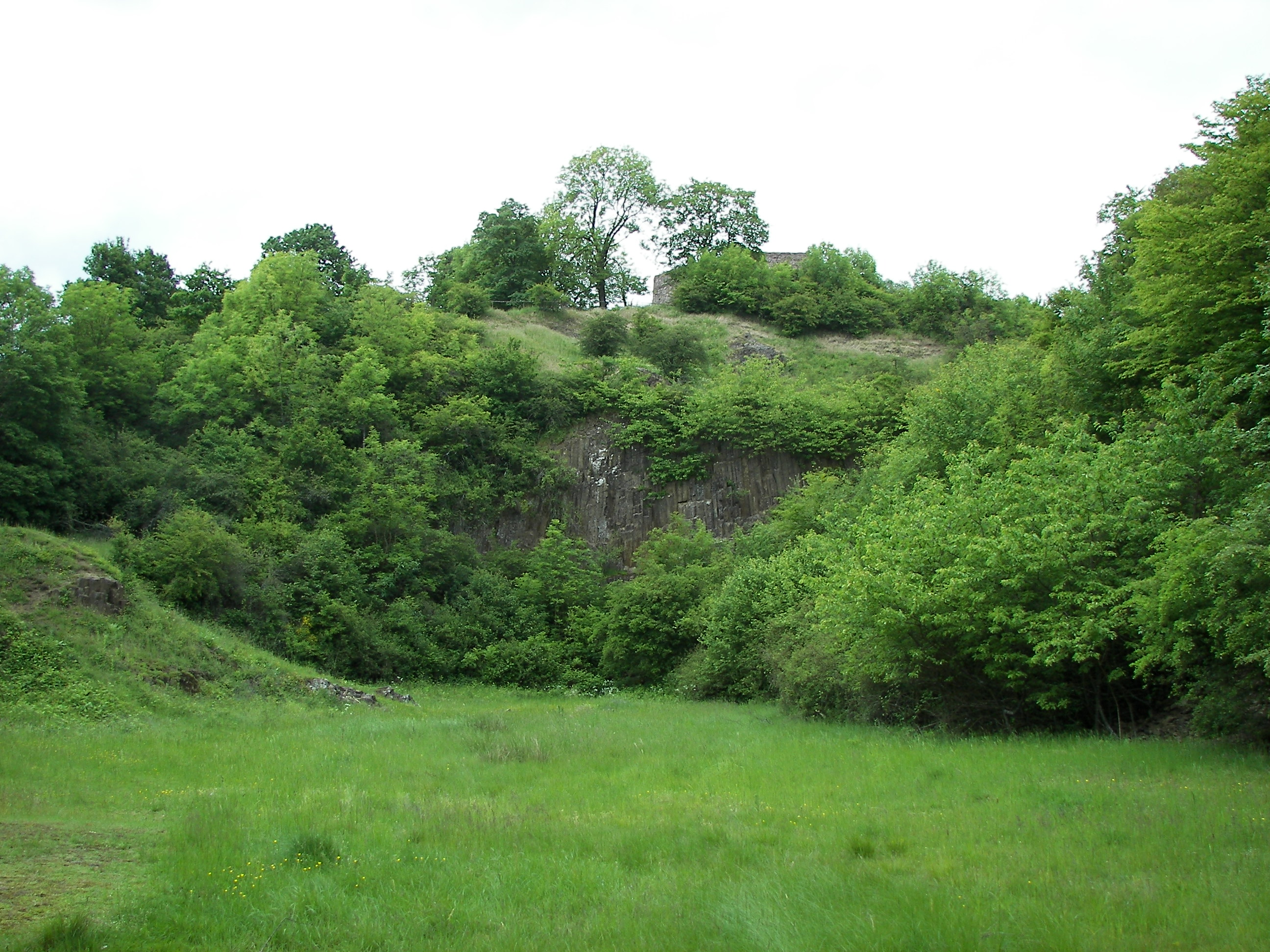
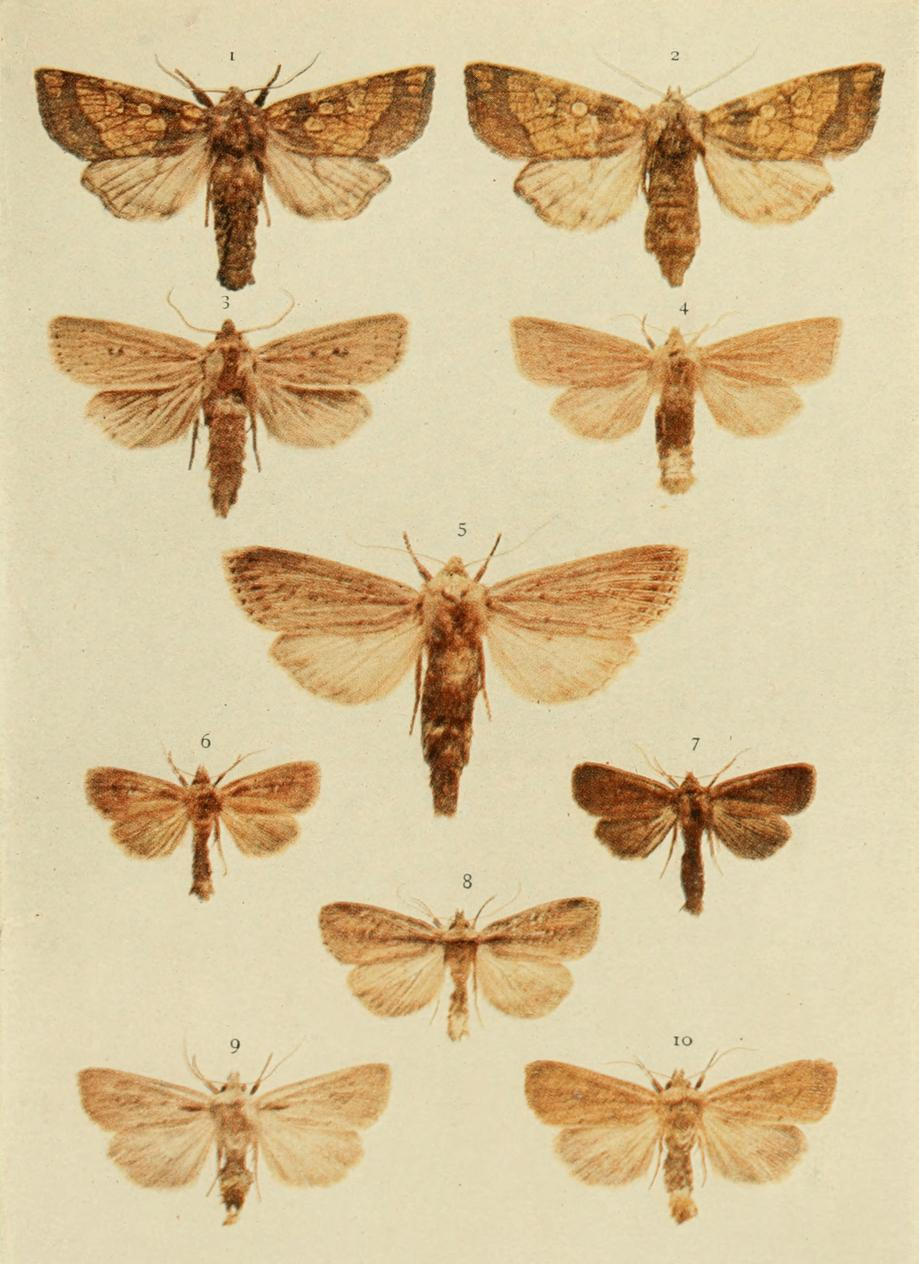